# Алтаф Халі
Алтаф Халі (*1837 —31 грудня 1914) — індійський мусульманський поет та письменник, що писав мовою урду, критик та викладач.

## Життєпис
Походив з родини середнього статку з м. Паніпат. При народженні звався Ходжа Алтаф Хусейн. У 1846 році втратив свого батьку Ходжу Аузі Хусейн. Виховувався старшим брат Імададом, завдяки якому здобув початкову освіту, знав Коран, перську, арабську мови, урду. У 1854 році його проти волі одружили. Згодом Алтаф переїздить до Делі, де продовжив навчання, зокрема вивчав ісламську теологію й поетику.
У 1857 році повертається до рідного міста як помічник митаря. У 1860 році отримує посаду викладача для дітей Раїса Мустафи-хана. В цей час починає складати перші вірші. У 1868 році повертається до Делі, де стає учнем Мірзи Галіба. Після смерті у 1869 році останнього переїздить до Лахору. Був серед організаторів Айчісон Коледжу в Лахорі. У 1886 році членом викладацького факультету. У 1904 році перебирається до Паніпата, де займався суто літературною діяльністю. Тут й помер у 1914 році.

## Творчість
На творчість Халі величезний вплив мали естетичні принципи англійських романтиків, зокрема Шеллі і Вордсворт. Однак Халі використовував знахідки своїх попередників, творчо розробляючи їх стосовно до національних умов і духовних запитів часу.
Славу Халі принесли його літературно-критичні роботи та поетична творчість. Свої погляди на сутність літературної творчості Халі висловив у численних статтях, пізніше узагальнених у «Запровадження в поетику». Він виступав за додання мистецтву високого суспільного статусу. Свої громадянські ідеали Халі стверджував у полеміці з традиційною поезією, зокрема з придворної поезією, звинувачуючи її в формотворчості та розважальності. Відзначаючи взаємозумовленість поезії і життя, і Халі відкидав погляд на творчість як на стихійний і неусвідомлений процес.
Сприяв перетворенню традиційних публічних поетичних змагань (мушаїр), що призвело до їх демократизації, тематичному збагаченню та можливості публічної пропаганди нових поетичних форм, тем та ідей.
Халі писав у класичних поетичних жанрах: кита, рубаї, газелі, касиди. Водночас сприяв утвердженню нового жанру громадянської поезії (каумі назмі). Він обстоював реформу традиційного вірша, за скасування редіф, запровадження вільного римування, європейських жанрів, вільного вірша, боровся за тематичне оновлення поезії. Багато віршів Халі містять заклик до розкріпачення жінки, до позбавлення її від долі домашньої рабині («Молитва вдови», «Заплата мовчанню»).
Халі вірив у прогрес, розвиток наук, які пов'язував із Заходом, і водночас протестував проти рабського становища свого народу. Найвідоміший твір Халі поема «Припливи і відпливи ісламу» (1879 рік) звела його в ранг духовного вчителя в очах нової інтелігенції і викликала нападки ортодоксального духовенства. У поемі в повну силу звучать пристрасний заклик до свободи, гостра критика фанатизму і лицемірства, жадібності і корисливості шейхів, улемів, мулл. І водночас поема пройнята вірою в настання нової хвилі «припливу ісламу».
У поемі «Діалог Милосердя і Справедливості» виклав свої соціально-етичні погляди, витримані в дусі просвітницького раціоналізму і гуманізму.
Серед його романів найвідомішим є «Збори жінок» (1874 рік), де поєднано традиційний дастан з реалістичним описом побуту.